# Llista de composicions de Georg Friedrich Händel

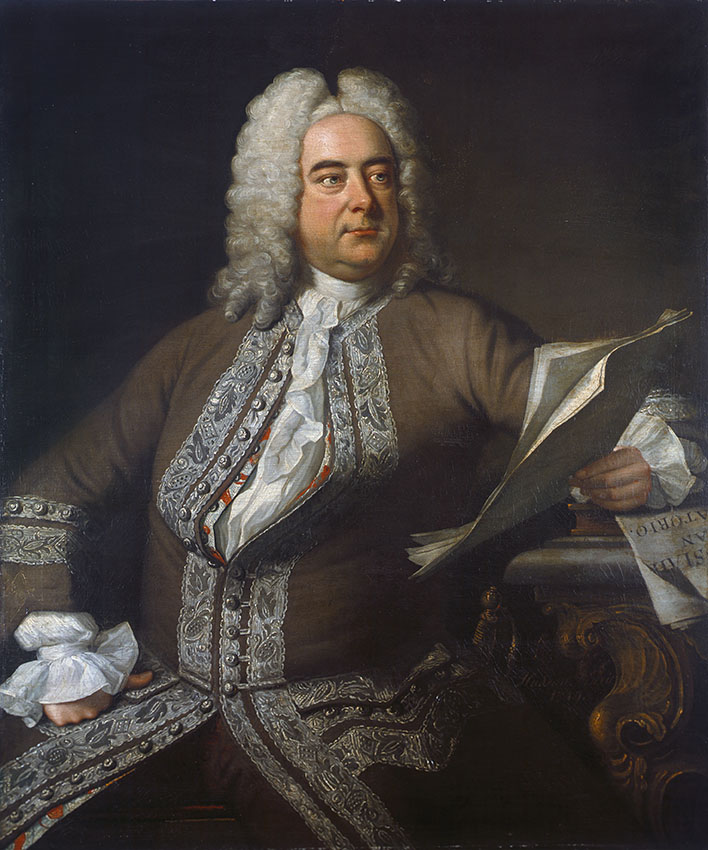
Retrat de Georg Friedrich Händel
de Thomas Hudson.

Händel Werke Verzeichnis (HWV) és el catàleg més utilitzat per classificar les obres del compositor Georg Friedrich Händel, compilat per Bernd Baselt de la Universitat Martí Luter de Halle-Wittenberg. El catàleg recull totes les obres conegudes de Händel (i algunes de dubtoses) juntament amb els primers compassos de cada una i gran quantitat d'informació complementària per al treball de recerca.

## Òperes
Totes són opera seria generalment en 3 actes.
- HWV 1. Almira, singspiel (música incompleta)
- HWV 2. Nero, òpera (música perduda)
- HWV 3. Florindo, òpera (llibret complet, música incompleta)
- HWV 4. Daphne, òpera (música perduda)
- HWV 5. Rodrigo, òpera
- HWV 6. Agrippina, òpera
- HWV 7a/b. Rinaldo (1a versió), òpera
- HWV 8a/c. Il pastor fido (1a-2a versió), òpera
- HWV 8b. Terpsichore. Pròleg de l'òpera (suite de ballet)
- HWV 9. Teseo, òpera (5 actes)
- HWV 10. Silla, òpera
- HWV 11. Amadigi di Gaula, òpera
- HWV 12a/b. Radamisto, òpera
- HWV 13. Muzio Scevola, òpera (només l'acte III és de Händel)
- HWV 14. Floridante, òpera
- HWV 15. Ottone, re di Germania, òpera
- HWV 16. Flavio, re de' Langobardi, òpera
- HWV 17. Giulio Cesare in Egitto, òpera
- HWV 18. Tamerlano, òpera
- HWV 19. Rodelinda, regina de Langobardi, òpera
- HWV 20. Scipione, òpera
- HWV 21. Alessandro, òpera
- HWV 22. Admeto, re di Tessaglia, òpera
- HWV 23. Riccardo Primo, re d'Inghilterra, òpera
- HWV A2. Genserico (o Olibrio) (només una part de l'Acte 1)
- HWV 24. Siroe, re di Persia, òpera
- HWV 25. Tolomeo, re d'Egitto, òpera
- HWV 26. Lotario, òpera
- HWV 27. Partenope, òpera
- HWV 28. Poro, òpera
- HWV 29. Ezio, òpera
- HWV 30. Sosarme, re di Media, òpera
- HWV 31. Orlando, òpera
- HWV 32. Arianna in Creta, òpera
- HWV A11. Oreste (pastitx)
- HWV 33. Ariodante, òpera
- HWV 34. Alcina, òpera
- HWV 35. Atalanta, òpera
- HWV 36. Arminio, òpera
- HWV 37. Giustino, òpera
- HWV 38. Berenice, òpera
- HWV 39. Faramondo, òpera
- HWV A13. Alessandro Severo, pastitx
- HWV 40. Serse (Xerxes), òpera
- HWV A14. Giove in Argo, pastitx
- HWV 41. Imeneo, òpera
- HWV 42. Deidamia, òpera

## Música incidental
- HWV 43. The Alchemist, de Ben Jonson
- HWV 44. Comus, algunes cançons de la mascarada de John Milton
- HWV 45. Alceste, una mascarada

## Oratoris
- HWV 46a. Il trionfo del Tempo e del Disinganno, oratori
- HWV 46b. Il trionfo del Tempo e della Verità, oratori
- HWV 47. La resurrezione (Oratorio per la Resurrezione di Nostro Signor Gesù), oratori
- HWV 48. Brockes Passion (Der für die Sünde der Welt gemarterte und sterbende Jesus)
- HWV 50a. Esther (Haman and Mordecai), mascarada
- HWV 50b. Esther, oratori
- HWV 51. Deborah, oratori
- HWV 52. Athalia, oratori
- HWV 53. Saul, oratori
- HWV 54. Israel in Egypt, oratori
- HWV 55. L'Allegro, il Penseroso ed il Moderato, oratori
- HWV 56. Messiah, oratori
- HWV 57. Samson, oratori
- HWV 58. Semele, a l'estil d'un oratori
- HWV 59. Joseph and his Brethren, oratori
- HWV 60. Hercules, drama musical
- HWV 61. Belshazzar, oratori
- HWV 62. An Occasional Oratorio, oratori
- HWV 63. Judas Maccabaeus, oratori
- HWV 64. Joshua, oratori
- HWV 65. Alexander Balus, oratori
- HWV 66. Susanna, oratori
- HWV 67. Solomon, oratori
- HWV 68. Theodora, oratori
- HWV 69. The Choice of Hercules, oratori
- HWV 70. Jephtha, oratori
- HWV 71. The Triumph of Time and Truth, oratori

## Odes i mascarades
- HWV 72. Aci, Galatea e Polifemo, serenata
- HWV 49a. Acis and Galatea, "masque" (mascarada)
- HWV 49b. Acis and Galatea, serenata
- HWV 73. Il Parnasso in festa, serenata
- HWV 74. Ode for the Birthday of Queen Anne (Eternal source of light divine)
- HWV 75. Alexander's Feast (The Power of Music)
- HWV 76. Ode for St. Cecilia's Day (From Harmony, from Heav'nly Harmony)

## Cantates
- HWV 77. Ah che pur troppo è vero
- HWV 78. Ah! crudel, nel pianto mio
- HWV 79. Diana cacciatrice
- HWV 80. Allor ch'io dissi addio, cantata secular dramàtica
- HWV 81. Alpestre monte
- HWV 82. Amarilli vezzosa o Daliso ed Amarilli o Il duello amoroso
- HWV 83. Aminta e Fillide o Arresta il passo
- HWV 84. Aure soavi, e lieti
- HWV 85. Venus and Adonis o Behold where weeping Venus stands, cantata anglesa
- HWV 86. Bella ma ritrosetta
- HWV 87. Carco sempre di gloria
- HWV 88. Care selve, aure grate
- HWV 89. Cecilia, volgi un sguardo
- HWV 90. Chi rapì la pace al core
- HWV 91a/b. Clori, degli occhi miei
- HWV 92. Clori, mia bella Clori
- HWV 93. Clori, dove sei?
- HWV 94. Clori, si, ch'io t'adoro
- HWV 95. Clori, vezzosa Clori
- HWV 96. Clori, Tirsi e Fileno o Cor fedele in vano speri, cantata còmica
- HWV 97. Crudel tiranno Amor
- HWV 98. Cuopre tal volta il cielo
- HWV 99. Il delirio amoroso o Da quel giorno fatale
- HWV 100. Da sete ardente afflitto
- HWV 101a/b. Dal fatale momento, espúria
- HWV 102a/b. Dalla guerra amorosa, cantata secular de cambra
- HWV 103. Deh! lasciate e vita e volo
- HWV 104. Del bell'idolo mio, cantata profana dramàtica
- HWV 105. Armida abbandonata o Dietro l'orme fuggaci
- HWV 106. Dimmi, o mio cor
- HWV 107. Ditemi, o piante
- HWV 108. Dolce mio ben, s'io taccio
- HWV 109a/b. Dolc' è pur d'amor l'affanno
- HWV 110. Agrippina condotta a morire or Dunque sarà pur vero, cantata secular dramàtica
- HWV 111a/b. E partirai, mia vita?
- HWV 112. Figli del mesto cor
- HWV 113. Figlio d'alte speranze
- HWV 114. Filli adorata e cara
- HWV 115. Fra pensieri quel pensiero
- HWV 116. Fra tante pene
- HWV 117. Hendel, non può mia musa
- HWV 118. Ho fuggito Amore anch'io
- HWV 119. Echeggiate, festeggiate, numi eterni o Io languisco fra le gioie, cantata dramàtica
- HWV 120a/b. Irene, idolo mio
- HWV 121a/b. La Solitudine o L'aure grate, il fresco rio
- HWV 122. Apollo e Dafne o La terra è liberata, cantata dramàtica
- HWV 123. Languia di bocca lusinghiera
- HWV 124. Look down, harmonious saint, cantata anglesa
- HWV 125a/b. Lungi da me, pensier tiranno
- HWV 126a. Lungi da voi, che siete poli (1a versió)
- HWV 126b. Lungi da voi, che siete poli (ª versió)
- HWV 126c. Lungi da voi, che siete poli (3a versió)
- HWV 127a. Lungi dal mio bel Nume (1a versió)
- HWV 127b. Lungi dal mio bel Nume (2a versió)
- HWV 127c. Lungi dal mio bel Nume (3a versió)
- HWV 128. Lungi n'ando Fileno
- HWV 129. Manca pur quanto sai
- HWV 130. Mentre il tutto e in furore
- HWV 131. Menzognere speranze
- HWV 132a. Mi palpita il cor (2a versió de HWV 106)
- HWV 132b. Mi palpita il cor (1a versió)
- HWV 132c. Mi palpita il cor (2a versió)
- HWV 132d. Mi palpita il cor (3a versió)
- HWV 133. Ne' tuoi lumi, o bella Clori
- HWV 134. Pensieri notturni di Filli: Nel dolce del'oblio
- HWV 135a. Nel dolce tempo (1a versió)
- HWV 135b. Nel dolce tempo (2a versió)
- HWV 136a. Nell'africane selve (1a versió)
- HWV 136b. Nell'africane selve (2a versió)
- HWV 137. Nella stagion che di viole e rose
- HWV 138. Nice, che fa? che pensa?
- HWV 139a. Ninfe e pastori (1a versió)
- HWV 139b. Ninfe e pastori (2a versió)
- HWV 139c. Ninfe e pastori (3a versió)
- HWV 140. No se emenderá jamás
- HWV 141. Non sospirar, non piangere
- HWV 142. Notte placida e cheta
- HWV 143. Olinto pastore, Tebro fiume, Gloria: Oh come chiare e belle
- HWV 144. O lucenti, o sereni occhi, cantat secular dramàtica
- HWV 145. La Lucrezia: Oh Numi eterni
- HWV 146. Occhi miei che faceste?
- HWV 147. Parti, l'idolo mio
- HWV 148. Poiche giuraro Amore
- HWV 149. Qual sento io non conosciuto
- HWV 150. Ero e Leandro: Qual ti riveggio, oh Dio
- HWV 151. Qualor crudele, si, ma vaga Dori
- HWV 152. Qualor l'egre pupille
- HWV 153. Quando sperasti, o core
- HWV 154. Quel fior che all'alba ride
- HWV 155. Sans y penser
- HWV 156. Sarai contenta um di
- HWV 157. Sarei troppo felice
- HWV 158a. Se pari e la tua fe (1a versió)
- HWV 158b. Se pari e la tua fe (2a versió)
- HWV 158c. Se pari e la tua fe (3a versió)
- HWV 159. Se per fatal destino
- HWV 160a. La bianca Rosa: Sei pur bella, pur vezzosa (1a versió)
- HWV 160b. La bianca Rosa: Sei pur bella, pur vezzosa (2a versió)
- HWV 160c. La bianca Rosa: Sei pur bella, pur vezzosa (3a versió)
- HWV 161a. Sento là che ristretto
- HWV 161b. Sento là che ristretto
- HWV 161c. Sento là che ristretto
- HWV 162. Siete rose ruggiadose
- HWV 163. Solitudini care, amata liberta
- HWV 164a. Il Gelsomino: Son gelsomino (1a versió)
- HWV 164b. Il Gelsomino: Son gelsomino (2a versió)
- HWV 165. Spande ancor a mio dispetto
- HWV 166. Splenda l'alba in oriente
- HWV 167a. Stanco di piu soffrire (1a versió)
- HWV 167b. Stanco di piu soffrire (2a versió)
- HWV 168. Partenza di Giovanni Bononcini: Stelle, perfide stelle
- HWV 169. Torna il core al suo diletto
- HWV 170. Tra le fiamme (Il consiglio)
- HWV 171. Tu fidel? tu costante?
- HWV 172. Udite il mio consiglio
- HWV 173. Un'alma innamorata, cantata secular dramàtica
- HWV 174. Un sospir a chi si muore
- HWV 175. Vedendo Amor
- HWV 176. (Amore ucellatore): Venne voglia ad Amore
- HWV 177. Zefiretto, arresta il volo

## Duets italians
- HWV 178. A mirarvi io son intento
- HWV 179. Ahi, nelle sorti umane
- HWV 180. Amor, gioje mi porge
- HWV 181. Beato in ver chi può (Beatus ille of Horace)
- HWV 182a. Caro autor di mia doglia (1a versió)
- HWV 182b. Caro autor di mia doglia (2a versió)
- HWV 183. Caro autor di mia doglia (3a versió)
- HWV 184. Che vai pensando, folle pensier
- HWV 185. Conservate raddoppiate
- HWV 186. Fronda leggiera e mobile
- HWV 187. Giù nei Tartarei regni
- HWV 188. Langue, geme, sospira
- HWV 189. No, di voi non vuo' fidarmi (1a versió)
- HWV 190. No, di voi non vuo' fidarmi (2a versió)
- HWV 191. Quando in calma ride il mare
- HWV 192. Quel fior che all'alba ride
- HWV 193. Se tu non lasci amore
- HWV 194. Sono liete, fortunate
- HWV 195. Spero indarno
- HWV 196. Tacete, ohimè, tacete
- HWV 197. Tanti strali al sen mi scocchi
- HWV 198. Troppo cruda, troppo fiera
- HWV 199. Va, speme infida

## Trios italians
- HWV 200. Quel fior che all'alba ride
- HWV 201a. Se tu non lasci amore (1a versió)
- HWV 201b. Se tu non lasci amore (2a versió)

## Himnes
- HWV 202. Künft' ger Zeiten eitler Kummer
- HWV 203. Das zitternde Glänzen der spielenden Wellen
- HWV 204. Süsser Blumen Ambraflocken
- HWV 205. Süsse Stille, sanfte Quelle ruhiger Gelassenheit
- HWV 206. Singe, Seele, Gott zum Preise
- HWV 207. Meine Seele hört im Sehen
- HWV 208. Die ihr aus dunkeln Grüften
- HWV 209. In den angenehmen Büschen
- HWV 210. Flammende Rose, Zierde der Erden
- HWV 284. Sinners obey the Gospel word (The Invitation)
- HWV 285. O Love divine, how sweet thou art (Desiring to Love)
- HWV 286. Rejoice, the Lord is King (On the Resurrection)

## Àries italianes
- HWV 211. Aure dolci, deh, spirate
- HWV 212. Con doppia gloria mia
- HWV 213. Con lacrime si belle
- HWV 214. Dell'onda instabile
- HWV 215. Col valor del vostro brando
- HWV 216. Impari del mio core
- HWV 217. L'odio, sì, ma poi ritrovò
- HWV 218. Love's but the frailty of the mind
- HWV 219. Non so se avrai maio bene
- HWV 220. Per dar pace al mio tormento
- HWV 221. Quant'invidio tua fortuna
- HWV 222. Quanto più amara fu sorte crudele
- HWV 223. S'un di m'appaga, la mia crudele
- HWV 224. Si, crudel, tornerà
- HWV 225. Spera chi sa perchè la sorte
- HWV 226. Hunting Song or The morning is charming
- HWV 227. Vo' cercando tra fiori

## Cançons angleses
- HWV 228-1. The unhappy Lovers : As Celia's fatal arrows flew
- HWV 228-2. Charming Cloris: Ask not the cause - The poor Shepherd : The Sun was sunk beneath the Hills
- HWV 228-3. As on a Sunshine Summer's Day
- HWV 228-4. Bacchus Speech in Praise of Wine: Bacchus one day gayly striding
- HWV 228-5. The Polish Minuet or Miss Kitty Grevil's Delight: Charming is your shape and air
- HWV 228-6. The Sailor's Complaint: Come and listen to my ditty / Hosier's Ghost: As near Portobello lying
- HWV 228-7. Di godere ha speranza il mio core / Oh my dearest, my lovely creature
- HWV 228-8. The forsaken Maid's Complaint: Faithless ungrateful / The slighted Swain: Cloe proves false
- HWV 228-9. From scourging rebellion or A Song on the Victory obtained over the Rebels by His Royal Highness the Duke of Cumberland
- HWV 228-10. The forsaken Nymph: Guardian Angels now protect me
- HWV 228-11. I like the am'rous Youth that's free
- HWV 228-12. Phillis: My fair, ye Swains, is gone astray
- HWV 228-13. Not, Cloe, that I better am
- HWV 228-14. Strephon's Complaint of Love: Oh cruel Tyrant Love
- HWV 228-15. The Satyr's Advice to a Stock-Jobber: On the shore of a low ebbing sea / Ye Swains that are courting a Maid / Molly Mogg: Says my uncle, I pray you discover
- HWV 228-16. Phillis be kind and hear
- HWV 228-17. Phillis advised: Phillis the lovely
- HWV 228-18. Stand round, my brave boys or Song made for the Gentlemen Volunteers of the City of London
- HWV 228-19. The faithful Maid / The Melancholy Nymph: 'Twas when the seas were roaring
- HWV 228-20. The Rapture / Matchless Clarinda: When I survey Clarinda's charms / Venus now leaves
- HWV 228-21. The Death of the Stag: When Phoebus the tops of the Hills does adorn
- HWV 228-22. Who to win a Woman's favour
- HWV 228-23. An Answer to Collin's Complaint: Ye winds to whome Collin complains
- HWV 228-24. Yes, I'm in love

## Cantates religioses alemanyes
Compostes a Halle entre 1700 i 1703. Música perduda.
- HWV 229-1. Das gantze Haupt ist krank
- HWV 229-2. Es ist der alte Bund, Mensch
- HWV 229-3. Führwahr, er trug unsere Krankheit
- HWV 229-4. Thue Rechnung von deinem Haußhalten
- HWV 229-5. Victoria. Der Tod ist verschlungen
- HWV 229-6. Was werden wir essen
- HWV 229-7. Wer ist der, so von Edom kömmt

## Cantates sacres italianes
- HWV 230. Ah! che troppo ineguali / O del ciel! Maria Regina (recitatiu i ària)
- HWV 233. Donna, che in ciel di tanta luce splendi
- HWV 234. Il Pianto di Maria: Giunta l'ora fatal (espúria; composta per Giovanni Battista Ferrandini)

## Música religiosa en llatí
- HWV 231. Coelestis dum spirat aura (motet)
- HWV 232. Dixit Dominus (arranjament del salm 110 –de la Vulgata el 109–)
- HWV 235. Haec est Regina Virginum (antífona)
- HWV 236. Laudate pueri Dominum (arranjament del salm 113 –de la Vulgata el 112–)
- HWV 237. Laudate pueri Dominum (arranjament del salm 113 –de la Vulgata el 112–)
- HWV 238. Nisi Dominus (arranjament del salm 127 –de la Vulgata el 126–)
- HWV 239. O qualis de coelo sonus (motet)
- HWV 240. Saeviat tellus inter rigores (motet)
- HWV 241. Salve Regina (antífona)
- HWV 242. Silete venti (motet)
- HWV 243. Te decus virginum ((antífona; música perduda)
- HWV 244. Kyrie eleison (cantata; no és de Händel; és de la Missa Sapientiae d'A. Lotti que Händel copià el 1749)
- HWV 245. Gloria in excelsis Deo (és de la Missa Sapientiae d'A. Lotti)

Antífones per a veu sola, probablement, estudis vocals
- HWV 269. Amen, Alleluja
- HWV 270. Amen
- HWV 271. Amen, Alleluja
- HWV 272. Alleluja, Amen
- HWV 273. Alleluja, Amen
- HWV 274. Alleluja, Amen
- HWV 275. Amen, Alleluja
- HWV 276. Amen, Halleluja
- HWV 277. Halleluja, Amen

## Anthems (Antífones)
Chandos Anthems
- HWV 246. O be joyful in the Lord (salm 110)(també considerat un càntic)
- HWV 247. In the Lord put I (salms 9, 11, 12 i 13)
- HWV 248. Have Mercy upon me (salm 51)
- HWV 249a. O come, let us sing unto the Lord (1a versió) (salm 96)
- HWV 249b. O come, let us sing unto the Lord (2a versió) (salms 93 i 96)
- HWV 250a. I will magnify thee (1a versió) (salms 144 i 145)
- HWV 250b. I will magnify thee (2a versió) (salms 89,96 i 145)
- HWV 251a. As pants the hart (1a versió) (salm 42)
- HWV 251b. As pants the hart (2a versió) (salm 42)
- HWV 251c. As pants the hart (3a versió) (salm 42)
- HWV 251d. As pants the hart (4a versió) (salm 42)
- HWV 251e. As pants the hart (5a versió) (salm 42)
- HWV 252. My song shall be alway (salm 89)
- HWV 253. O come let us sing unto the Lord (salms 95, 96, 97, 99 i 103)
- HWV 254. O praise the Lord with one consent (salms 117, 135 i 148)
- HWV 255. The Lord is my light (salms 18, 20, 27–30, 34, 45)
- HWV 256a. Let God arise (1a versió) (salms 68 i 76)
- HWV 256b. Let God arise (2a versió) (salm 58)
- HWV 257. O praise the Lord, ye angels of his (no és de Händel)

Coronation Anthems
- HWV 258. Zadok the Priest
- HWV 259. Let thy hand be strengthened (salm 89)
- HWV 260. The King shall rejoice (salm 21)
- HWV 261. My heart is inditing (salm 45)

Altres antífones
- HWV 262. This is the day which the Lord hath made (salms 45 i 118)
- HWV 263. Sing unto God, ye kingdoms of the earth (salms 68, 106 i 128)
- HWV 264. The ways of Zion do mourn (o Funeral Anthem for Queen Caroline) (salms 103 i 112))
- HWV 265. The King shall rejoice (Dettingen Anthem) (salms 20 i 21)
- HWV 266. How beautiful are the feet of them (salms 29 i 96)
- HWV 267. How beautiful are the feet of them (Fragment)
- HWV 268. Blessed are they that considerth the poor (per a la Foundling Hospital) (salms 8, 41, 72 i 112)

## Canticles (Càntics)
- HWV 278. Te Deum (per al tractat d'Utrecht)
- HWV 279. Jubilate (O be joyful) (per al tractat d'Utrecht)
- HWV 280. Te Deum (compost per a la reina Caroline)
- HWV 281. Te Deum (Chandos o Cannons)
- HWV 282. Te Deum
- HWV 283. Te Deum (per la victòria de Dettingen)

## Concerts
- HWV 287. Concert núm. 3 en sol menor per a oboè
- HWV 288. Sonata (Concert) en si♭ major a 5 per a violí
- Concerts per a orgue, op. 4
  - HWV 289. Concert en sol menor per a orgue, op. 4, núm. 1
  - HWV 290. Concert en si♭ major per a orgue, op. 4, núm. 2
  - HWV 291. Concert en sol menor per a orgue, op. 4, núm. 3
  - HWV 292, Concert en fa major per a orgue, op. 4, núm. 4
  - HWV 293, Concert en fa major per a orgue, op. 4, núm. 5
  - HWV 294. Concert en si♭ major per a orgue, op. 4, núm. 6
- HWV 295. Concert en fa major per a orgue
- HWV 296a. Concert en la major per a orgue
- HWV 296b. Concert la major per a orgue (Pasticcio Konzert) (pastitx)
- HWV 297. Concert en re menor, per a orgue (segons HWV 328)
- HWV 298. Concert en sol major, per a orgue (segons HWV 319)
- HWV 299. Concert en re major, per a orgue (segons HWV 323)
- HWV 300. Concert en sol menor, per a orgue (segons HWV 324)
- HWV 301. Concert en si♭ major per a oboè
- HWV 302a. Concert en si♭ major per a oboè
- HWV 302b Suite de peces (Konzersatz) en fa major per a oboè, cor, corda i continu
- HWV 303. Concert (Adagio) en re menor per a dos orgues
- HWV 304. Concert en re menor per a orgue
- HWV 305a. Concert en fa major per a orgue
- HWV 305b. Concert en fa major, per a orgue sol
- Concerts per a orgue, op. 7
  - HWV 306, Concert en si♭ major per a orgue, op. 7, núm. 1
  - HWV 307, Concert en gran manera per a orgue, op. 7, núm. 2
  - HWV 308. Concert en si♭ major per a orgue, op. 7, núm. 3
  - HWV 309. Concert en re menor per a orgue, op. 7, núm. 4
  - HWV 310. Concert en sol menor per a orgue, op. 7, núm. 5
  - HWV 311. Concert si♭ major per a orgue, op. 7, núm. 6

## Concerti grossi
- Concerti grossi, op. 3 (HWV 312-317)
  - HWV 312. Concerto grosso en si bemoll major, op. 3, núm. 1
  - HWV 313. Concerto grosso en si bemoll major, op. 3, núm. 2
  - HWV 314. Concerto grosso en sol major, op. 3, núm. 3
  - HWV 315. Concerto grosso en fa major, op. 3, núm. 4
  - HWV 316. Concerto grosso en re menor, op. 3, núm. 5
  - HWV 317. Concerto grosso en re major, op. 3, núm. 6
- HWV 318. Concerto grosso en do major (interludi a Alexander's Feast HWV 75)
- Concerti grossi, op. 6 (HWV 319-330)
  - HWV 319. Concerto grosso en sol major, op. 6, núm. 1
  - HWV 320. Concerto grosso en fa major, op. 6, núm. 2
  - HWV 321. Concerto grosso en mi menor, op. 6, núm. 3
  - HWV 322. Concerto grosso en la menor, op. 6, núm. 4
  - HWV 323. Concerto grosso en re major, op. 6, núm. 5 ("Concerto de Santa Cecília"; els dos primers moviments i l'últim utilitzen material temàtic de l'obertura a l'Ode for St. Cecilia's Day (HWV 76))
  - HWV 324. Concerto grosso en sol menor, op. 6, núm. 6
  - HWV 325. Concerto grosso en si♭ major, op. 6, núm. 7
  - HWV 326. Concerto grosso en do menor, op. 6, núm. 8
  - HWV 327. Concerto grosso en fa major, op. 6, núm. 9
  - HWV 328. Concerto grosso en re menor, op. 6, núm. 10
  - HWV 329. Concerto grosso en la major, op. 6, núm. 11 (revisió del Concert per a orgue HWV 296)
  - HWV 330. Concerto grosso en si menor, op. 6, núm. 12
- HWV 331. Concerto en fa major per a oboè, flauta, cor, corda i baix continu (alguns moviments, molt similars a Water Music, Suite en fa major, HWV 348)
- HWV 332. Concerto (a due cori) en si♭ major per a 2 conjunts de metall i corda
- HWV 333 Concerto (a due cori) en fa major per a 2 conjunts de metall i corda
- HWV 334. Concerto (a due cori) en fa major per a dos conjunts de metall i corda (interludi a Judas Maccabaeus HWV63)
- HWV 335a. Concerto en re major per a trompeta, cor, orquestra i orgue (versió de l'obertura de Fireworks music)
- HWV 335b. Concerto (a due cori) en fa major? (versió de l'obertura de Fireworks music)

## Obres orquestrals
- HWV 336. Obertura en si♭ major
- HWV 337. Obertura en re major
- HWV 338. Adagio en si menor / Allegro en re major
- HWV 339. Simfonia en si major per a 2 violins i baix continu
- HWV 340. Allegro en sol major per a 2 violins i baix continu
- HWV 341. Obertura en re major per a la Música aquàtica
- HWV 342. Obertura en fa major
- HWV 343. Ritournelle e Chaconne en sol major (per a * HWV 435)
- HWV 344. Chorus and Minuetoo en re major (de * HWV 3)
- HWV 345. Marxa en re major
- HWV 346. Marxa en fa major (March in Ptolomy)
- HWV 347. Simfonia en si♭ major
- Música aquàtica
  - HWV 348. Suite en fa major
  - HWV 349. Suite en re major
  - HWV 350. Suite en sol major
- HWV 351. Music for the Royal Fireworks
- HWV 352. Suite, si♭ major (de * HWV 4: Die verwandelte Daphne)
- HWV 353. Suite en sol major (de * HWV 4: Die verwandelte Daphne)
- HWV 354. Suite en si♭ major (de * HWV 3: Der begluckte Florindo)
- HWV 355. Aria (Hornpipe) en do menor
- HWV 356. Hornpipe en re major (compost per a Le Concert a Vauxhaul el 1740)

## Sonates
- HWV 357. Sonata per a oboè en si♭ major
- HWV 358. Sonata per a violí en sol major
- HWV 359a. Sonata per a violí en re menor
- HWV 359b. Sonata per a flauta en mi menor (opus 1/1b)
- HWV 360. Sonata per a flauta dolça en sol menor (opus 1/2)
- HWV 361. Sonata per a violí en la major (opus 1/3)
- HWV 362. Sonata per a flauta dolça en la menor (opus 1/4)
- HWV 363a. Sonata per a oboè en fa major
- HWV 363b. Sonata per a flauta en sol major (opus 1/5)
- HWV 364a. Sonata per a violí/oboè en sol menor (opus 1/6)
- HWV 364b. Sonata per a viola de gamba en sol menor
- HWV 365. Sonata per a flauta en do major (opus 1/7)
- HWV 366. Sonata per a oboè en do menor (opus 1/8)
- HWV 367a. Sonata per a flauta en re menor
- HWV 367b. Sonata per a flauta en si menor (opus 1/9)
- HWV 368. Sonata per a violí en sol menor (opus 1/10)
- HWV 369. Sonata per a flauta en fa major (opus 1/11)
- HWV 370. Sonata per a violí en fa major (opus 1/12)
- HWV 371. Sonata per a violí en re major (opus 1/13)
- HWV 372. Sonata per a violí en la major (opus 1/14)
- HWV 373. Sonata per a violí en mi major (opus 1/15)
- HWV 374. Sonata per a flauta en la menor
- HWV 375. Sonata per a flauta en mi menor
- HWV 376. Sonata per a flauta en si menor
- HWV 377. Sonata per a flauta en si♭ major
- HWV 378. Sonata per a flauta en re major
- HWV 379. Sonata per a flauta en mi menor (opus 1/1a)
- HWV 406. Adagio i Allegro en la major
- HWV 407. Allegro en sol major
- HWV 408. Allegro en do menor
- HWV 409. Andante en re menor
- HWV 412. Andante en la menor
- HWV 419. Sis marxes
  - 419-1. Marxa en sol major (March in Ptolomy)
  - 419-2. Marxa en sol major (Ld. Loudon's March)
  - 419-3. Marxa en sol major (Admiral Boscowin's March)
  - 419-4. Marxa en fa major
  - 419-5. Marxa en do major
  - 419-6. Marxa en do major (Handel's March)
- HWV 420. Minuet en re major
- HWV 421. Minuet en re major

## Trio sonates
- HWV 380. Trio sonata en si♭ major
- HWV 381. Trio sonata en re menor
- HWV 382. Trio sonata en mi♭ major
- HWV 383. Trio sonata en fa major
- HWV 384. Trio sonata amb sol major
- HWV 385. Trio sonata en re major
- HWV 386a. Trio sonata en do menor (opus 2/1a)
- HWV 386b. Trio sonata en si menor (opus 2/1b)
- HWV 387. Trio sonata en sol menor (opus 2/2)
- HWV 388. Trio sonata en si♭ major (opus 2/4)
- HWV 389. Trio sonata en fa major (opus 2/5)
- HWV 390a. Trio sonata en sol menor (opus 2/6a)
- HWV 390b. Trio sonata en sol menor (opus 2/6b)
- HWV 391. Trio sonata en sol menor (opus 2/7)
- HWV 392. Trio sonata en fa major (opus 2/3)
- HWV 393. Trio sonata en sol menor (opus 2/8)
- HWV 394. Trio sonata en mi major (opus 2/9)
- HWV 395. Trio sonata en mi menor
- HWV 396. Trio sonata en la major (opus 5/1)
- HWV 397. Trio sonata en re major (opus 5/2)
- HWV 398. Trio sonata en mi menor (opus 5/3)
- HWV 399. Trio sonata en sol major (opus 5/4)
- HWV 400. Trio sonata en sol menor (5/5)
- HWV 401. Trio sonata en fa major (5/6)
- HWV 402. Trio sonata en si♭ major (5/7)
- HWV 403. Trio sonata en do major
- HWV 404. Trio sonata en sol menor
- HWV 405. Trio sonata en fa major

## Obres per a conjunts de vent
- HWV 410 Ària en fa major
- HWV 411 Ària en fa major
- HWV 412 Andante en la menor
- HWV 413 Giga en si♭ major
- HWV 414 Marxa per a pifre en do major (fife)
- HWV 415 Marxa per a pifre en re major
- HWV 416 Marxa en re major
- HWV 417 Marxa en re major
- HWV 418 Marxa en sol major
- HWV 422 Minuet en sol major
- HWV 423 Minuet en sol major
- HWV 424 Obertura en re major ('Fitzwilliam' Overture)

## Obres per a teclat
- HWV 426-433 Suite de peces Vol. 1 (Suite de pièce)
  - HWV 426. Suite de peces núm. 1 en la major
  - HWV 427. Suite de peces núm. 2 en fa major
  - HWV 428. Suite de peces núm. 3 en re menor
  - HWV 429. Suite de peces núm. 4 en mi menor
  - HWV 430. Suite de peces núm. 5 en mi major
  - HWV 431. Suite de peces núm. 6 en fa sostingut menor
  - HWV 432. Suite de peces núm. 7 en sol menor
  - HWV 433. Suite de peces núm. 8 en fa menor
- HWV 434-442 Suite de peces Vol. 2
  - HWV 434 Suite de peces núm. 1 en si bemoll major
  - HWV 435 Suite de peces núm. 2 en sol major (chaconne i 21 variacions) (1a, 2a i 3a versió)
  - HWV 436 Suite de peces núm. 3 en re menor
  - HWV 437. Suite de peces núm. 4 en re menor
  - HWV 438 Suite de peces núm. 5 en do major
  - HWV 439 Suite de peces núm. 6 en sol menor
  - HWV 440 Suite de peces núm. 7 en si bemoll major
  - HWV 441 Suite de peces núm. 8 en sol major
  - HWV 442 Suite de peces núm. 9 en sol major (preludi, chaconne i 62 variacions)
- HWV 443 Suite en do major (chaconne i 26 variacions)
- HWV 444 Partita en do menor
- HWV 445 Suite en do menor
- HWV 446 Suite en do menor (fragment)
- HWV 447 Suite en re menor
- HWV 448 Suite en re menor, amb chaconne i 10 variacions
- HWV 449 Suite en re menor, amb ària i 7 variacions
- HWV 450 Partita en sol major
- HWV 451 Suite en sol menor
- HWV 452 Suite en sol menor
- HWV 453 Suite en sol menor
- HWV 454 Partita en la major
- HWV 455 Suite en si bemoll major
- HWV 456 Arranjaments
  - HWV 456-1. Arranjament de l'obertura de l'òpera Il pastor fido
  - HWV 456-2. Arranjament de l'obertura de l'òpera Amadigi
  - HWV 456-3. Arranjament de l'obertura de l'òpera Flavio
  - HWV 456-4. Arranjament de l'obertura de l'òpera Rodelinda
  - HWV 456-5. Arranjament de l'obertura de l'òpera Riccardo Primo
- HWV 457. Ària en do major
- HWV 458. Ària en do menor (autoria incerta)
- HWV 459. Ària en do menor (autoria incerta)
- HWV 460. Ària (marxa) en re major
- HWV 461. Ària (hornpipe) en re menor
- HWV 462. Ària en re menor
- HWV 463. Ària en fa major
- HWV 464. Ària en fa major
- HWV 465. Ària i dues doubles en fa major
- HWV 466. Ària en sol menor
- HWV 467. Ària en sol menor
- HWV 468. Ària en la major
- HWV 469. Ària en si♭ major
- HWV 470. Ària en si♭ major
- HWV 471. Ària en si♭ major
- HWV 472. Allegro en do major
- HWV 473. Allegro en do major (rellotge musical)
- HWV 474. Ària en sol major
- HWV 475. Allegro en re menor
- HWV 476. Allemande en fa major
- HWV 477. Allemande en la major
- HWV 478. Allemande en la menor
- HWV 479. Allemande en si menor
- HWV 480. Coral en sol menor (apareix la melodia del coral "Jesu, meine Freude"; possiblement per a orgue)
- HWV 481. Capriccio en fa major
- HWV 482. Arranjaments
  - HWV 482-1. Arranjament de l'obertura de l'òpera Rinaldo
  - HWV 482-1. Arranjament de l'obertura de l'òpera Floridante
  - HWV 482-1. Arranjament de l'obertura de l'òpera Radamisto
  - HWV 482-1. Arranjament de l'obertura de l'òpera Muzio Scevola
- HWV 483. Capriccio en sol menor
- HWV 484. Chaconne i 49 variacions en do major (versió de la Chaconne de la Suite HWV 443)
- HWV 485. Chaconne en sol menor
- HWV 486. Chaconne en fa major
- HWV 487. Concerto en sol major (dos moviments)
- HWV 488. Allegro (Courante) en fa major (en sol major és la HWV 442)
- HWV 489. Courante en si menor
- HWV 490. Fantasie per a clavecí en do	major
- HWV 491. Gavotte en sol major
- HWV 492. Gigue en fa major
- HWV 493. Gigue en sol menor
- HWV 494. Impertinence (Bourée) en sol menor
- HWV 495. Lliçó (Lesson) en re menor
- HWV 496. Lliçó (Lesson) en la menor
- HWV 497-558. 62 Minuets
- HWV 559. Passepied en do major
- HWV 560. Passepied en la major
- HWV 561. Prelude en re menor (versió del Preludi de HWV 437)
- HWV 562. Prelude (Harpeggio) en re menor
- HWV 563. Prelude en re menor
- HWV 564. Prelude en re menor
- HWV 565. Prelude en re menor (versió anterior del Preludi de HWV 428)
- HWV 566. Prelude mi major
- HWV 567. Preludium en fa major
- HWV 568. Preludium en fa menor
- HWV 569. Preludium en fa menor
- HWV 570. Prelude (Harpeggio) en fa sostingut menor
- HWV 571. Prelude i Capriccio en sol major
- HWV 572. Prelude en sol menor
- HWV 573. Prelude (Harpeggio) en sol menor
- HWV 574. Prelude i Allegro en sol menor
- HWV 575. Prelude (Harpeggio) en la menor
- HWV 576. Prelude i Allegro en la menor
- HWV 577. Sonata (Fantasia) per a clavecí en do major
- HWV 578. Sonata en do major
- HWV 579. Sonata (Fantasia) en sol major
- HWV 580. Sonata (Larghetto) en sol menor
- HWV 581. Sonatina en re menor
- HWV 582. Sonatina (Fugue) en sol major
- HWV 583. Sonatina en sol menor
- HWV 584. Sonatina en la menor
- HWV 585. Sonatina en si♭ major
- HWV 586. Toccata en sol menor
- HWV 586-597. Onze peces (10 melodies per a rellotge musical, amb arranjaments d'àries d'òperes)
- HWV 598-604. Set peces en do major i la menor (per a rellotge musical)
- HWV 605. Fuga en sol menor
- HWV 606. Fuga en sol msjor
- HWV 607. Fuga en si♭ major
- HWV 608. Fuga en si menor
- HWV 609. Fuga en la menor
- HWV 610. Fuga en do menor
- HWV 611. Fuga en fa major
- HWV 612. Fuga en mi major
- A15 1-37. Minuets (arranjaments d'àries d'òpera)

## Arranjaments
La música de Händel va ser arranjada per altres compositors i Händel va fer arranjaments de música d'altres. Els arranjaments inclouen pasticcio (pastitxos), adaptacions i la inclusió d'obres d'altres compositors.
| HWV | Gènere            | Nom                                  | Composta | Estrena               | Lloc                                                                                 | Llibret                           | Notes |
| --- | ----------------- | ------------------------------------ | -------- | --------------------- | ------------------------------------------------------------------------------------ | --------------------------------- | --- |
| A¹  | Òpera (pasticcio) | L'Elpidia, overo Li rivali generosi  | 1725     | 11 de maig de 1725    | Londres, King's Theatre, Haymarket (10 sessions fins al 19 juny)                     | ?Nicola Haym, d'A. Zeno, 1697     | Estrena el 30 de novembre de 1725: Londres, King's Theatre, Haymarket (4 sessions fins l'11 de desembre)  |
| A3  | Òpera (pasticcio) | Ormisda                              | 1730     | 4 abril 1730          | Londres, King's Theatre, Haymarket (13 sessions fins al 14 de maig; també el 9 juny) | ?Rossi, basada en Zeno, 1722      | Estrena el 28 de novembre de 1730: Londres, King's Theatre, Haymarket (5 sessions fins al 8 de desembre). |
| A4  | Òpera (pasticcio) | Venceslao                            | 1731     | 11 de gener de 1731   | Londres, King's Theatre, Haymarket (4 sessions fins al 23 de gener)                  | ?Rossi, basada en Zeno, 1724      | |
| A⁶  | Òpera (pasticcio) | Lucio Papirio dittatore              | 1732     | 23 maig 1732          | Londres, King's Theatre, Haymarket (4 sessions fins al 6 de juny)                    | basada en Zeno/C.I. Frugoni, 1729 | |
| A7  | Òpera (pasticcio) | Catone                               | 1732     | 4 de novembre de 1732 | Londres, King's Theatre, Haymarket                                                   | basada en Metastasio, 1728/9      | |
| A8  | Òpera (pasticcio) | Semiramide or Semiramis riconosciuta | 1733     | 30 d'octubre de 1733  | Londres, King's Theatre, Haymarket                                                   | basada en Metastasio, 1729        | |
| A⁹  | Òpera (pasticcio) | Caio Fabricio                        | 1733     | 4 de desembre de 1733 | Londres, King's Theatre, Haymarket                                                   | basada en Zeno, 1732              | |
| A¹⁰ | Òpera (pasticcio) | Arbace                               | 1734     | 5 de gener de 1734    | Londres, King's Theatre, Haymarket                                                   | basada en Metastasio, 1730        | |
| A12 | Òpera (pasticcio) | Didone                               | 1737     | 13 d'abril de 1737    | Londres, Covent Garden Theatre                                                       | basada en Metastasio, 1726        | Pasticcio de Händel basada en Didone abbandonata de Leonardo Vinci                                        |

## HWV perdudes
Les composicions de Handel que no estan incloses al Catàleg HWV inclouen:
| Gènere                 | Nom                                        | Composta     | Estrena              | Lloc                                        | Notes |
| ---------------------- | ------------------------------------------ | ------------ | -------------------- | ------------------------------------------- | --- |
| Aria                   | The Beauteous Cloe or 'Cloe, you're witty' | 0000-00-00   | 0000-00-00           |                                             | Reciclatge de l'ària 'S'io dir potessi' d' Ottone (HWV 15), possiblement pel mateix Händel. |
| Aria                   | Dicente mis ojos                           | 0000-00-00   | 0000-00-00           |                                             | Versió d'una revisió de l'ària final de la cantata en espanyol Nò se emenderá jamás (HWV 140) |
|                        | The Dream or 'Beneath a shady willow'      | 0000-00-00   | 0000-00-00           |                                             | Basat en la secció central del cor inicial d' Acis and Galatea (HWV 49a) |
| Cantata sacra en llatí | Gloria                                     | ?1703–1709   | 3 de juny de 2001    | The International Händel Göttingen Festival | Per a soprano, violins a dues parts i baix continu. Identificat l'any 2001 a la biblioteca de la Royal Academy of Music (Londres). El manuscrit no és fet per Händel.                                                                          |
| Ària italiana          | Lusinga questo cor                         | c. 1712–1717 | 0000-00-00           |                                             | Per a soprano. Probablement finalitzada a Londres |
| Orquestral             | Marxa del 'Judas Maccabaeus' en fa major   | c. 1747–1748 | 0000-00-00           |                                             | Un afegit a l'oratori Judas Maccabaeus (HWV 63) o al Concerto a due cori en fa major.(HWV 334) |
| Conjunt de vent        | Marxa en sol major                         | c. 1746–1747 | 0000-00-00           |                                             | Versió independent per a conjunt instrumental de vent de l'oratori de la marxa de "Judas Maccabeus" (HWV 63, núm. 32a) |
| Conjunt de vent        | "Marche lentement" en do major             | c. 1741      | 0000-00-00           |                                             | Versió per a conjunt instrumental de la "Dead March" de l'oratori Samson (HWV 57) |
| Ària italiana          | No Kossi presto nò                         | 0000-00-00   | 0000-00-00           |                                             | Per a soprano. El text, una barreja d'italià i alemany |
| Ària                   | Der Mund spricht zwar                      | 0000-00-00   | 0000-00-00           |                                             | Versió de l'ària de l'òpera Almira (HWV 1) |
| Òpera (pasticcio)      | Lucio Vero                                 | 1745         | Novembre de 1745     | King's Theatre, Londres                     | Una òpera pasticcio que conté música de Händel i interpretada per la companyia d'òpera "Middlesex" (nom agafat de Lord Middlesex) |
| Oratori (pasticcio)    |                                            | 1738         | 28 de març de 1738   | King's Theatre, Haymarket, Londres          | Concert benèfic de Handel. Pasticcio bilingüe, que inclou molta música de Deborah (HWV 51), "As pants the hart" (Chandos Anthem núm. 6; HWV 251b), Coronation Anthem, i concerts per a orque.                                                  |
| Oratori (pasticcio)    | Nabal                                      | 0000-00-00   | 16 de març de 1764   | Covent Garden Theatre, Londres              | |
| Oratori (pasticcio)    | Rebecca                                    | 0000-00-00   | 0000-00-00           |                                             | |
| Oratori (pasticcio)    | Gideon                                     | 0000-00-00   | 10 de febrer de 1769 | Covent Garden Theatre, Londres              | |
| Aria                   | Quand on suit l'amoureuse loi              | 0000-00-00   | 0000-00-00           |                                             | Una ària da capo curta a l'estil d'una gavota |
| Òpera                  | Rossane                                    | 1743         | Novembre de 1743     | King's Theatre, Londres                     | Sessions del 24 de febrer de 1747 i 20 de febrer de 1748 al King’s Theatre, Haymarket, Londres. Lampugnani va arranjar música de l'"Alessandro" (HWV 21) de Händel, que posteriorment va ser interpretada per la companyia d'òpera "Middlesex" |
| French song            | Sans y penser                              | 0000-00-00   | 0000-00-00           |                                             | Una altra versió de la cançó francesa (HWV 155) en una tonalitat més greu i una línia de baix més simple |
| Ària italiana          | Sa perchè pena il cor                      | c. 1712–1717 | 0000-00-00           |                                             | Per a contralt |
| Suite per a orquestra  | Water Music chamber suite                  | 0000-00-00   | 0000-00-00           |                                             | Nou moviments. L'arranjament és contemporani, però l'autenticitat és incerta. Publicat per Burrows el 1991 |

## Obres atribuïdes
Es considera que les següents obres no han estat compostes per Handel:
- Passion nach dem Evang. Johannes (La Passió segons sant Joan). L'obra es va publicar en el volum nou de la Händel-Gesellschaft (1860), però ara es creu que fou composta pel compositor alemany Georg Böhm.